# Lydmur
Lydmuren er en barriere, som man indtil 1947 troede, at fly ikke kunne overvinde den forøgede luftmodstand, der opstår ved hastigheder tæt på lydens hastighed.